# Agrotis nigra
Agrotis nigra là một loài bướm đêm trong họ Noctuidae.